# Ordre de bataille unioniste d'Antietam

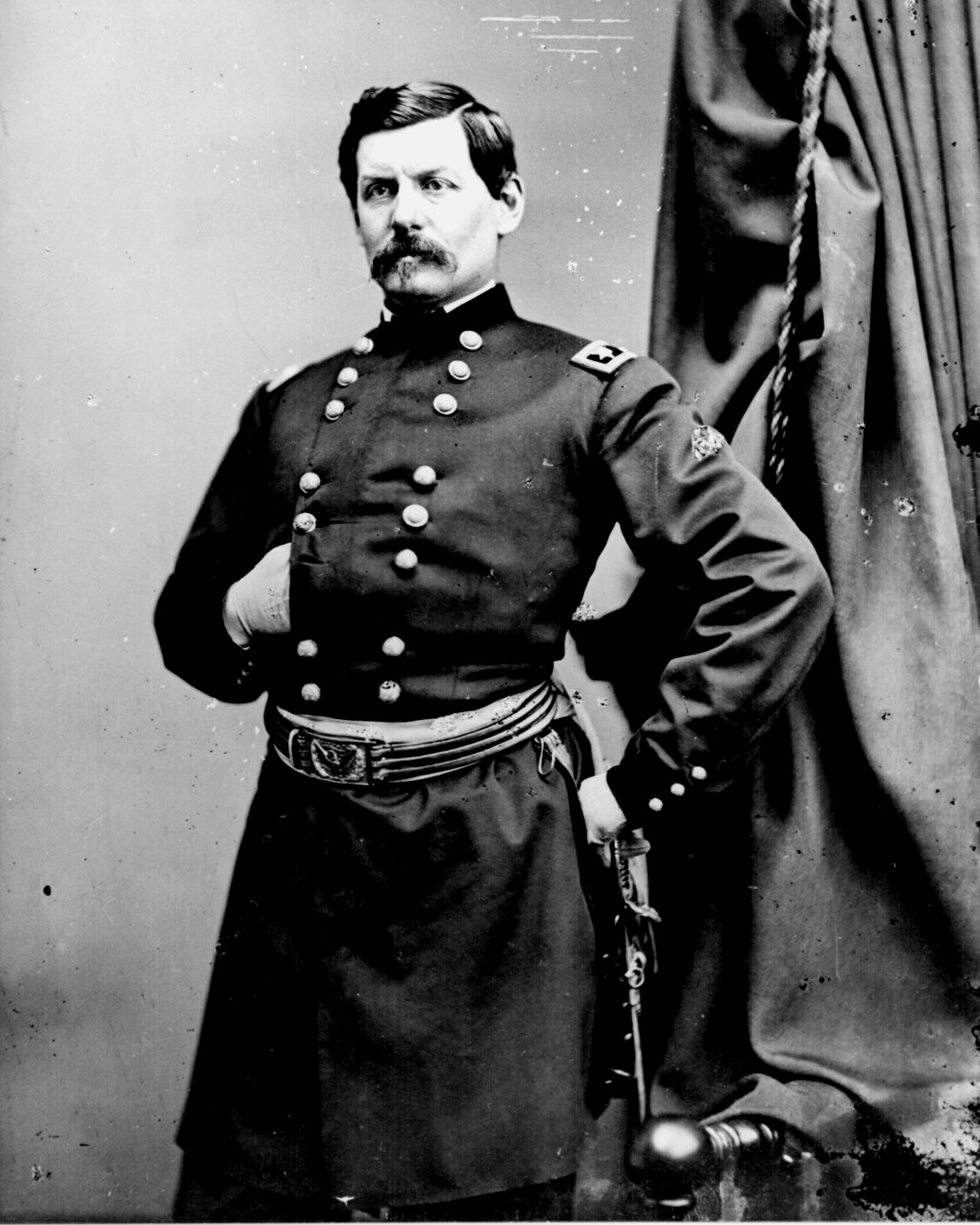
George B. McClellan

Les unités et commandants de l'armée de l'Union ont combattu lors de la bataille d'Antietam de la guerre de Sécession. L'ordre de bataille confédéré d'Antietam est indiqué séparément ainsi qu'un ordre de bataille global au niveau de la brigade . L'ordre de bataille est compilé à partir de l'organisation de l'armée lors de la campagne du Maryland, des décomptes des victimes et des rapports.

## Abréviations utilisées

### Grade militaire
- Major général
- Brigadier général
- Colonel
- Lieutenant colonel
- Commandant
- Capitaine
- Premier lieutenant

### Autre
- (b) = blessé
- mb = mortellement blessé
- † = tué
- (PDG) = capturé

## Armée du Potomac
Major général George McClellan

### État-major général et quartiers généraux
État-Major général
- Chef d'état-major :  Brigadier général Randolph B. Marcy
- Adjoint de l'adjudant-général :  Brigadier général Seth Williams
- Inspecteur Général :  Brigadier général Delos B. Sackett
- Chef de l'artillerie :  Brigadier général Henry J. Hunt
- Chef quartier maître :  Lieutenant colonel Rufus Ingalls

Quartier général
Escorte :  Capitaine James B. McIntyre
- Compagnie indépendante d'Oneida (New York) Cavalerie :  Capitaine Daniel P. Mann
- 4th U.S. Cavalry, compagnie A :  Premier lieutenant Thomas H. McCormick
- 4th U.S. Cavalry, compagnie E :  Capitaine James B. McIntyre

Bataillon régulier des ingénieurs :  Capitaine James C. Duane
Garde de la prévôté :  Commandant William H. Wood
- 2nd U.S Cavalry, compagnies E, F, H, et K :  Capitaine George A. Gordon
- 8th U.S. Infantry, compagnies A, D, F, et G :  Capitaine Royal T. Frank
- 19th U.S. Infantry, compagnie G :  Capitaine Edmund L. Smith
- 19th U.S. Infantry, compagnie H :  Capitaine Henry S. Welton

Garde des quartiers généraux :  Commandant Granville O. Haller
- 93th New York :  Lieutenant colonel Benjamin C. Butler

Garde des quartiers maîtres : 
- 1st U.S. Cavalry, compagnies B, C, H, et I :  Capitaine Marcus A. Reno

### Ier corps
Major général Joseph Hooker  (b)
 Brigadier général George G. Meade